# La Chapelle-du-Lou
La Chapelle-du-Lou korábbi község Franciaországban, Ille-et-Vilaine megyében. Lakosainak száma 908 fő (2018. január 1.). La Chapelle-du-Lou Bédée, Irodouër, Landujan, Le Lou-du-Lac és Montauban-de-Bretagne községekkel határos.
2016. január 1-jén Le Lou-du-Lac korábbi községgel egyesült és az így létrejött La Chapelle du Lou du Lac új község része lett.

## Népesség
A település népességének változása:
| Lakosok száma | 303  | 277  | 254  | 384  | 376  | 603  | 843  | 1019 | 906  | 908  |
|               | 1962 | 1968 | 1975 | 1990 | 1999 | 2008 | 2013 | 2016 | 2017 | 2018 |